# Distrito de Asakuchi
El distrito de Asakuchi (浅口郡 Asakuchi-gun?) es un distrito localizado en la prefectura de Okayama, Japón. En junio de 2019 tenía una población estimada de 10.991 habitantes y una densidad de población de 899 personas por km². Su área total es de 12,23 km².

## Localidades
- Satoshō